# Mikio Oda
Mikio Oda (japonsko 織田 幹雄), japonski atlet, * 30. marec 1905, Hirošima, Japonska, † 2. december 1998, Fudžisava, Kanagava, Japonska.
Oda je nastopil na poletnih olimpijskih igrah v letih 1924 v Parizu, 1928 v Amsterdamu in 1932 v Los Angelesu v troskoku, skoku v daljino in skoku v višino. Največji uspeh je dosegel na igrah leta 1928, ko je postal olimpijski prvak v troskoku. 27. oktobra 1931 je postavil svetovni rekord v troskoku z dolžino 15,58 m, veljal je do avgusta 1932, ko ga je izboljšal Čuhei Nambu.